# Sophia Lillis
Sophia Lillis (ur. 13 lutego 2002 w Nowym Jorku) – amerykańska aktorka, która wystąpiła m.in. w filmie To i jego kontynuacji.

## Filmografia

### Filmy
| Rok  | Tytuł                                 | Rola                | Uwagi                     |
| ---- | ------------------------------------- | ------------------- | ------------------------- |
| 2014 | A Midsummer Night's Dream             | Rude Elemental      | sfilmowane przedstawienie |
| 2016 | 37                                    | Debbie Bernstein    |                           |
| 2017 | To                                    | Beverly Marsh       |                           |
| 2019 | Nancy Drew i ukryte schody            | Nancy Drew          |                           |
| 2019 | To – Rozdział 2                       | młoda Beverly Marsh |                           |
| 2020 | Wujek Frank                           | Beth Bledsoe        |                           |
| 2020 | Małgosia i Jaś                        | Małgosia            |                           |
| 2023 | Dorośli                               | Maggie              |                           |
| 2023 | Dungeons & Dragons: Złodziejski honor | Doric               |                           |
| 2023 | Asteroid City                         | Shelly              |                           |

### Telewizja
| Rok  | Tytuł            | Rola                  | Uwagi      |
| ---- | ---------------- | --------------------- | ---------- |
| 2018 | Ostre przedmioty | młoda Camille Preaker | miniserial |
| 2020 | To nie jest OK   | Sydney Novak          | gł. rola   |